# Marienborg langdysse

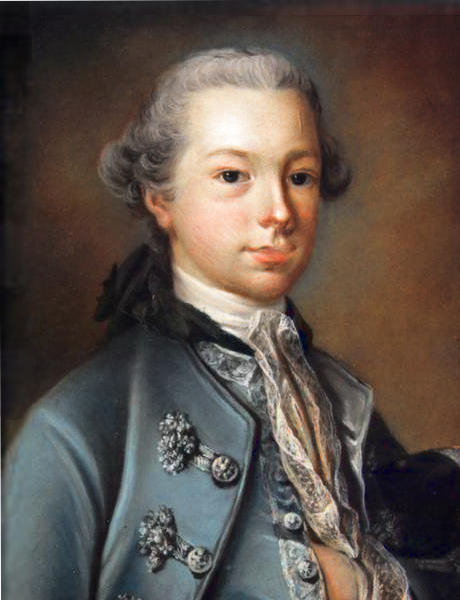
Antoine de Bosc de la Calmette

Marienborg langdysse (deutsch Dolmen von Marienborg) ist ein Hünenbettnachbau in den Wäldern nordwestlich der Siedlung „Kløvervænget“ nördlich von Marienborg im Westen der dänischen Insel Møn. 
Das Nordost-Südwest orientiert Hünenbett ist jedoch nicht rechteckig wie andere, sondern oval und mit je einem großen Stein an beiden Enden versehen. In der Mitte des Hügels liegt eine kleine rechteckige Steinkammer von der drei Tragsteine sichtbar sind auf denen ein flacher Deckstein aufliegt. 
Auf den ersten Blick sieht die Anlage wie eine echte Megalithanlage der Steinzeit aus, dies ist aber das nicht der Fall. Die in allen Bereichen phantasievolle Anlage wurde vom Grundeigentümer Antoine de Bosc de la Calmette (1752–1803) um 1790 als Teil eines romantischen, englisch-inspirierten Garten rund um Marienborg errichtet. Er schuf auch den Park von Liselund. Künstliche Bauwerke – Gräber oder kleine Tempel – waren in Gärten dieser Periode oft enthalten. 
Der Grundbesitzer de la Calmette war französischer Hugenotte, dessen Eltern in die Niederlande emigrierten. Er wuchs in Portugal auf und er erwarb Marienborg im Jahr 1776. Calmette war an Geschichte interessiert und auch verantwortlich für die erste Grabung im Ganggrab Klekkende Høj. 
Calmettes Interesse an der Vergangenheit hinderte ihn nicht daran Steine aus alten Anlagen für den Bau im künstlichen romantischen Garten Marienborg zu verwenden. Die fast drei Meter hohen Monolithen an den Enden standen ursprünglich auf Askeby Feld. 
Die meisten Steine wurden vor der Unterschutzstellung in Hoch- und Tiefbauten wieder verwendet. Hünengräber waren ein wichtiger Baustofflieferant der romanischen Steinkirchen der 1200er Jahre, und zahlreiche Dolmen sind als Schotter für den Bau von Eisenbahnlinien, Häfen und Straßen zerschlagen worden.